# Galaphile
Galaphile è un personaggio immaginario della saga di Shannara: serie di libri creata dall'autore fantasy Terry Brooks. Fu il fondatore del Primo concilio dei druidi e il primo grande druido.

## Storia
Dopo l'olocausto delle Grandi Guerre, il mondo cadde in uno stato di barbarie. Per porre fine a questa situazione di caos, Galaphile decise di fondare un'istituzione che proteggesse e controllasse le Quattro Terre e i loro abitanti. Questo fu il primo concilio dei Druidi. Galaphile chiamò a Paranor uomini e donne di tutte le razze per mettere insieme le poche informazioni magiche e scientifiche sopravvissute al Vecchio Mondo. Fu il primo Grande druido e Protettore delle razze: ruolo che con l'avvento del Secondo concilio dei druidi (fautori di una politica di non intromissione nelle faccende delle Razze) passò a Bremen. Galaphile mise per iscritto la storia degli Elfi del Vecchio Mondo nelle Storie dei druidi; includendo i segreti dell'Eterea e del posto chiamato la Cripta. Si crede inoltre che egli sia il creatore del Pozzo dei Druidi.
Il primo re di Shannara
Lo incontriamo per la prima volta ne Il primo re di Shannara come spirito evocato da Bremen al Perno dell'Ade. Durante questo primo incontro (benché nel libro si accenni anche ad uno precedente) l'ombra di Galaphile mostrò al druido quattro visioni che resero possibile la sconfitta del Signore degli Inganni e lo nominò Protettore delle Razze, nonostante Bremen avesse dei dubbi sul prendersi questa grande responsabilità. Durante un secondo incontro il primo druido si presentò con tutte le ombra dei druidi defunti e insieme a questi diede il potere in grado di sconfiggere Brona alla Spada di Shannara: la verità. Nel terzo ed ultimo incontro, al quale fu presente anche Allanon allora quindicenne, Galaphile portò Bremen con sé in uno stadio tra la vita e la morte dal quale si liberò quasi seicento anni dopo con la morte del suo successore.
Negli altri libri della saga viene solamente citato come personaggio storico.